# How to Make It in America
How to Make It in America ou Comment réussir en Amérique (Québec) est une série télévisée américaine en 16 épisodes de 26 minutes créée par Ian Edelman et diffusée entre le 14 février 2010 et le 20 décembre 2011 sur HBO.
La série est diffusée en France depuis le 7 septembre 2010 sur Orange cinémax, en VM, et au Québec sur Super Écran.

## Synopsis
Ben Epstein et Cam Calderon, deux jeunes hommes de 26 ans, essaient de trouver le chemin du succès dans la mode et de se faire un nom à New York. Déterminés à accomplir leur rêve américain, Ben et Cam se servent de leur connaissance de la rue et de leurs relations pour lancer une ligne de vêtement appelée « Crisp », avec l'aide de leur ami Domingo Dean et du cousin de Cam, Rene, ex-détenu qui tente de se racheter une conduite dans le business des boissons énergisantes en montant une nouvelle marque du nom de Rasta Monsta.

## Distribution

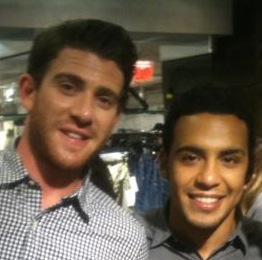
Bryan Greenberg et Victor Rasuk en 2011.

- Bryan Greenberg (VF : Laurent Morteau) : Ben Epstein
- Victor Rasuk (VF : Pascal Grull) : Cameron « Cam » Calderon
- Luis Guzmán (VF : Mostefa Stiti) : Rene Calderon
- Lake Bell (VF : Nathalie Karsenti) : Rachel Chapman
- Scott Mescudi (VF : Hervé Grull) : Domingo Dean
- Martha Plimpton (VF : Chantal Baroin) : Edie Weitz
- Shannyn Sossamon (VF : Nathalie Spitzer) : Gingy Wu
- Eddie Kaye Thomas (VF : Vincent Barazzoni) : David « Kappo » Kaplan
- Nick Chinlund (VF : Luc Boulad) : Yosi
- Jason Pendergraft : Darren Hall
- Gina Gershon (VF: Cathy Diraison) : Nancy Frankenburg
- Margarita Levieva : Julie
- Andrea Navedo : Debbie
- Joanna Gleason : La mère de Ben

## Épisodes

### Première saison (2010)
1. Pilote (Pilot) (640.000 téléspectateurs sur HBO le 14 février 2010)
2. Crisp (Crisp) (600.000 téléspectateurs sur HBO le 21 février 2010)
3. Papier, blue jeans et dollars (Paper, Denim & Dollars) (720.000 téléspectateurs sur HBO le 28 février 2010)
4. Un anniversaire malheureux (Unhappy Birthday) (480.000 téléspectateurs sur HBO le 7 mars 2010)
5. Intéressant pour le Japon (Big in Japan) (830.000 téléspectateurs sur HBO le 14 mars 2010)
6. Vintage (Good Vintage) (670.000 téléspectateurs sur HBO le 21 mars 2010)
7. Pas de découragement (Keep on Truck'n) (570.000 téléspectateurs sur HBO le 28 mars 2010)
8. Ne dis jamais j'arrête (Never Say Die) (650.000 téléspectateurs sur HBO le 4 avril 2010)

### Deuxième saison (2011)
1. Je suis bon (I'm Good) (467.000 téléspectateurs sur HBO le 2 octobre 2011)
2. Dedans ou dehors (In or Out) (456.000 téléspectateurs sur HBO le 9 octobre 2011)
3. Argent, pouvoir, école privée (Money, Power, Private School) (603.000 téléspectateurs sur HBO le 16 octobre 2011)
4. Ce n'est pas comme ça (It's Not Even Like That) (479.000 téléspectateurs sur HBO le 23 octobre 2011)
5. Mofongo (Mofongo) (571.000 téléspectateurs sur HBO le 30 octobre 2011)
6. Désolé, qui est Yosi ? (I'm Sorry, Who's Yosi?) (576.000 téléspectateurs sur HBO le 6 novembre 2011)
7. La Friction (The Friction) (555.000 téléspectateurs sur HBO le 13 novembre 2011)
8. Qu'y a-t-il dans un nom ? (What's in a Name?) (561.000 téléspectateurs sur HBO le 20 novembre 2011)

## Commentaires
HBO avait au préalable créé une version online du premier épisode de la série accessible via des plateformes vidéo telles que iTunes ou bien YouTube (uniquement aux États-Unis).
La série fait son retour pour une seconde saison le 2 octobre 2011 devant seulement 467.000 telespectateurs.
Le 20 décembre 2011, HBO annule la série.